# Głogówek (gmina)
Głogówek est une gmina mixte du powiat de Prudnik, Opole, dans le sud-ouest de la Pologne, sur la frontière avec la République tchèque. Son siège est la ville de Głogówek, qui se situe environ 21 km à l'est de Prudnik et 37 km au sud de la capitale régionale Opole.
La gmina couvre une superficie de 170,06 km2 pour une population de 14 013 habitants.

## Géographie
La gmina inclut les villages de Głogówek, Anachów, Biedrzychowice, Błażejowice Dolne, But, Ciesznów, Dzierżysławice, Golczowice, Góreczno, Kazimierz, Kierpień, Leśnik, Małkowice, Mionów, Mochów, Mucków, Nowe Kotkowice, Nowe Kotkowice-Chudoba, Racławice Śląskie, Rzepcze, Stare Kotkowice, Sysłów, Szonów, Tomice, Twardawa, Wierzch, Wróblin, Zawada et Zwiastowice
La gmina borde les gminy de Biała, Głubczyce, Krapkowice, Lubrza, Pawłowiczki, Reńska Wieś, Strzeleczki et Walce. Elle est également frontalière de la République tchèque.